# Gandanameno spenceri
Gandanameno spenceri is een spinnensoort uit de familie van de fluweelspinnen (Eresidae).
De wetenschappelijke naam van de soort werd in 1900 als Eresus spenceri gepubliceerd door Reginald Innes Pocock.